# Brechmorhoga travassosi
Brechmorhoga travassosi är en trollsländeart som beskrevs av Santos 1946. Brechmorhoga travassosi ingår i släktet Brechmorhoga och familjen segeltrollsländor. Inga underarter finns listade i Catalogue of Life.